# قائمة حوادث السكك الحديدية
هذه قائمة بقوائم حوادث السكك الحديدية وفق العام ووفق النوع.

## القوائم

### وفق العام
- قبل 1880
- 1880–1889
- 1890–1899
- 1900–1909
- 1910–1919
- 1920–1929
- 1930–1939
- 1940–1949
- 1950–1959
- 1960–1969
- 1970–1979
- 1980–1989
- 1990–1999
- 2000–2009
- 2010–2019
- 2020–حتى الآن

### وفق النوع
- حسب البلد By country
- حسب عدد القتلى By death toll
- حوادث إرهابية Terrorist incidents